# Uru Kusini
Uru Kusini è una circoscrizione rurale (rural ward) della Tanzania situata nel distretto rurale di Moshi, regione del Kilimangiaro. Conta una popolazione di 22 904 abitanti (censimento 2012).